# Hermione Corfield
Hermione Isla Corfield (Londres, 19 de diciembre de 1993) es una actriz y modelo inglesa. Comenzó su carrera como modelo a la edad de 15 años, y ha participado en películas como Misión: Imposible - Nación Secreta (2015), Mr. Holmes (2015), Pride and Prejudice and Zombies (2016) y Star Wars: Episodio VIII - Los últimos Jedi (2017).

## Biografía
Hermione es la hija de Richard Corfield y Emma Willis. Tiene dos hermanos, Isadora y Kai Corfield. Hermione asistió a la House School en Cold Ash, un pueblo cercano a Newbury, Berkshire. Estudió literatura en la University College London antes de tomar un curso de actuación con el método de Lee Strasberg en Nueva York.

## Carrera profesional
En 2009, fue descubierta como modelo, y firmó con First Model Management. Su amor por la moda comenzó a través de la tienda de su madre. Ella dice que todavía está formando su propio estilo, y que no ha cambiado mucho su look con el paso de los años. Ha modelado para marcas británicas muy conocidas como Pocket London, William Morris y Penelope Chilvers. También fue modelo para la revista Tatler en la versión inglesa en el 2013.
Debutó en el cine en 2014 con la película 50 Kisse, en el segmento "Colton's Big Night", dirigida por Sebastián Solberg, interpretando al personaje de Anna. Apareció al inicio de la película Misión: Imposible - Nación Secreta compartiendo la escena con Tom Cruise, y su segunda aparición fue en Mr. Holmes junto a Ian McKellen y Laura Linney. También trabajó con Penélope Cruz en una campaña de publicidad para Schweppes. Hermione tendrá su primer papel más importante dentro de su carrera bajo la producción de Fallen en el papel de Gabrielle "Gabbe" Givens. Tuvo una pequeña participación en la versión zombi del clásico de Jane Austen Orgullo y prejuicio, Pride and Prejudice and Zombies, interpretando a Cassandra.
En 2017 participó de la película xXx: Return of Xander Cage, protagonizada por Vin Diesel. Estará en la película King Arthur: Legend of the Sword dirigida por Guy Ritchie, a estrenarse en mayo de 2017. También apareció en Bees Make Honey, protagonizado junto a Alice Eve.

## Cine y televisión
| Año  | Título                                      | Personaje                 | Notas                                 |
| ---- | ------------------------------------------- | ------------------------- | ------------------------------------- |
| 2014 | 50 Kisses                                   | Anna                      | Segmento "Colton's Big Night"         |
| 2015 | Mr. Holmes                                  | Matinee 'Ann Kelmot'      |                                       |
| 2015 | Misión: Imposible - Nación Secreta          | Chica de tienda de discos |                                       |
| 2016 | Endeavour                                   | Cassie Watkins            | Serie de televisión; episodio: "Prey" |
| 2016 | Pride and Prejudice and Zombies             | Cassandra Featherstone    |                                       |
| 2016 | Oscuros                                     | Gabrielle Givens          |                                       |
| 2017 | The Halcyon                                 | Emma Garland              | Serie de televisión                   |
| 2017 | xXx: Return of Xander Cage                  | Ainsley                   |                                       |
| 2017 | Bees Make Honey                             | Tatiana                   |                                       |
| 2017 | King Arthur: Legend of the Sword            | Syren                     |                                       |
| 2017 | Star Wars: Episodio VIII - Los últimos Jedi | Tallisan Lintra           | Piloto de A-Wings                     |
| 2018 | Slaughterhouse Rulez                        | Clemsie Lawrence          |                                       |
| 2018 | Aguas que Corroen                           | Sawyer Scott              |                                       |
| 2019 | Born a King                                 | Princess Mary             |                                       |

## Premios y nominaciones
| Año  | Categoría    | Premio                        | Película   | Resultado |
| ---- | ------------ | ----------------------------- | ---------- | --------- |
| 2018 | Mejor actriz | Breckenridge Festival of Film | Rust Creek | Ganadora  |
| 2018 | Mejor actriz | Jefferson State Flixx Fest    | Rust Creek | Ganadora  |